# Merseburger Straße 28 (Weißenfels)

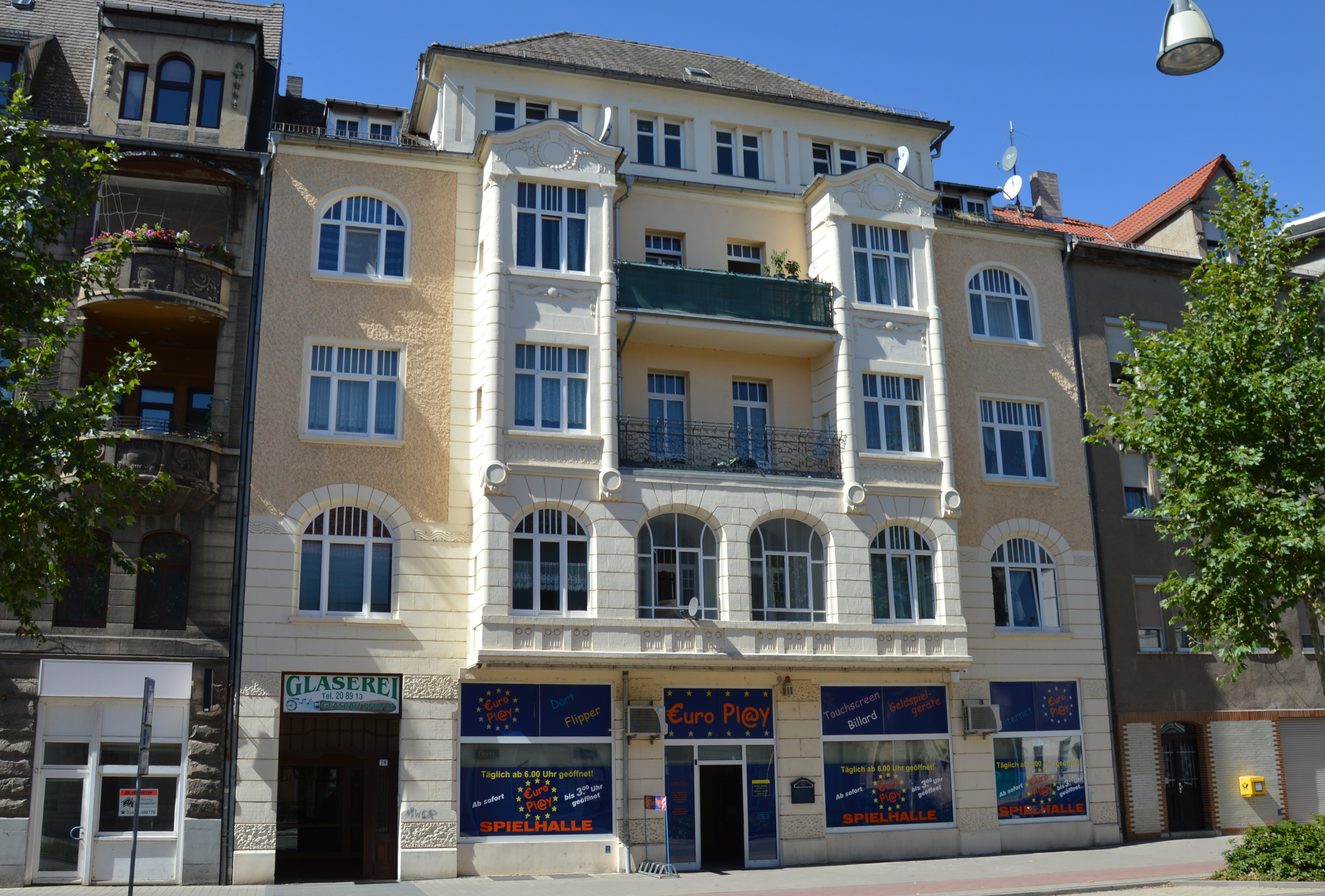
Haus Merseburger Straße 28

Das Haus Merseburger Straße 28 ist ein denkmalgeschütztes Gebäude in Weißenfels in Sachsen-Anhalt.

## Lage
Es befindet sich auf der Westseite der Merseburger Straße. Südlich grenzt das gleichfalls denkmalgeschützte Haus Merseburger Straße 26a an.

## Architektur und Geschichte
Das viergeschossige verputzte Wohn- und Geschäftshaus entstand in der Zeit um das Jahr 1910. Die Fassade des großzügigen Baus ist sparsam im Jugendstil gestaltet und wird durch symmetrisch angeordnete Erker geprägt.
Am Haus sind noch Reste der bauzeitlichen Bleiverglasung erhalten (Stand 1993).
Im örtlichen Denkmalverzeichnis ist das Wohn- und Geschäftshaus unter der Erfassungsnummer 094 15269 als Baudenkmal verzeichnet.